# Relaciones Madagascar-Venezuela
Las relaciones Madagascar-Venezuela se refieren a las relaciones internacionales que existen entre Madagascar y Venezuela.

## Historia
El 21 de marzo de 2018, el presidente venezolano Nicolás Maduro, mediante un comunicado, expresó sus condolencias a Madagascar por las víctimas del ciclón Eliakim.
El 20 de julio de 2019, durante la reunión ministerial del buró de coordinación del Movimiento de Países No Alineados (MNOAL), el pasado viceministro para África de la cancillería de Venezuela, Yuri Pimentel, sostuvo una reunión con la delegación de Madagascar.

## Misiones diplomáticas
- Madagascar cuenta con una embajada concurrente en Washington, D.C, Estados Unidos.
- Venezuela cuenta con una embajada concurrente en Maputo, Mozambique.[3]